# Nadia al-Ghazzi
Nadia al-Ghazzi (Damasco, 1935) è un'avvocata e scrittrice siriana.
È anche una presentatrice televisiva ed è stata una delle prime donne a comparire nella televisione siriana.

## Carriera
Al-Ghazzi è nata a Damasco, in Siria, nel 1935, da Said al-Ghazzi e Balkis Al Mour. Suo padre era di origine turca ed è stato due volte primo ministro della Siria. 
Al-Ghazzi si è laureata in diritto nazionale e internazionale presso l'Università di Damasco. 
Nel 1960 Al-Ghazzi si unì ai fondatori della televisione siriana al suo lancio; iniziò a montare e presentare il programma per famiglie Al-Bayt al-Said, seguito da un popolare spettacolo per bambini nel 1973-1975. Ha anche recitato in due fiction televisive nel 1982 e nel 2004. Tra il 1975 e il 1979 ha condotto tre talk show per famiglie su Radio Damasco. 
Dal 1979 Al-Ghazzi è stata membro e segretario dell'Unione Libraria Araba e ha partecipato a comitati per riformare la legge siriana, in particolare per quanto riguarda i diritti delle donne. Ha anche iniziato a scrivere per diverse riviste, tra cui Tabibak e Al Maraa. Ha iniziato la sua carriera di scrittrice nei primi anni '80 e ha scritto complessivamente venti libri. 
Nel 2008 è stata membro del consiglio della Società degli Amici di Damasco e membro del Comitato Superiore per le celebrazioni tenutesi a Damasco durante il suo mandato di capitale araba della cultura 2008. 

## Vita privata
È sposata con Nizar Bakdounes e ha tre figlie: Lama, Nada e Racha. 
È imparentata con il poeta Huda Naamani. 